# María del Carmen Toro Martín
María del Carmen Toro Martín (Montsó, 31 de març de 1953) fou una sindicalista catalana, defensora dels drets fonamentals dels treballadors i de les dones a Palafrugell, poble on resideix des del 1975.

## Biografia
Va tenir una educació religiosa a l'escola primària de les Monges de Santa Ana de Monzón on no va trobar el gust pels estudis.
A l'edat de 16 anys, es va traslladar a Barcelona per formar-se professionalment, va cursar estudis d'estètica a l'acadèmia Henry Colomer i a l'acadèmia del doctor Albà.
Un cop finalitzats els estudis, va retornar a Montsó, on va començar la seva vida professional com a esteticista. Les seves tenses relacions familiars la van empènyer a independitzar-se a 21 anys.
L'any 1975 es va traslladar a Palafrugell amb la seva parella i company polític Miguel Ángel Boira. En arribar va entrar a treballar en una estètica, més tard es va incorporar com a obrera a la indústria surera. Fou la bona relació que va establir amb els seus companys obrers que la van empènyer a iniciar-se a la vida política.
La seva vida política començà amb l'anomenada Marxa de la Llibertat el 1976, quan va ser detinguda per la Guàrdia Civil juntament amb la resta dels seus companys. Va pertànyer a l'Assemblea de Catalunya on va establir els pilars del seu pensament polític fortament feminista. Va formar part de la secció de cultura del Fraternal, associació que pretenia sensibilitzar a la gent sobre la nova etapa política que s'acostava i promoure activitats culturals i cíviques. Posteriorment es va introduir en el món sindical per treballar per la defensa dels treballadors i pels drets de les dones.
Toro va formar part de l'equip de Lluís Medir, on es va responsabilitzar de l'àmbit feminista, establint col·laboracions amb el servei de planificació familiar de Barcelona i amb altres companyes del PSUC com Dolors Calvet, Montserrat Roig i Eulàlia Vintró van oferir xerrades a Palafrugell.
En aquell moment era sindicalista de CCOO i la persona encarregada de custodiar la llista d'afiliats al sindicat. Davant del risc que el cop d'estat triomfés, l'estratègia a seguir era ocultar la llista i en cas de perill imminent fer-la desaparèixer.
Gràcies a l'amistat amb Ramon Font, corresponsal de RNE a Portugal, rebia informació de la situació i la traslladava als seus companys, així ells contrastaven la informació que també rebien per la Governació de Girona.
S'havia preparat una via d'escapament a l'estranger per salvar de la repressió a les persones més implicades en el món sindical i polític en el cas del triomf del cop d'estat, María del Carmen però, no estava disposada a marxar i deixar a la seva filla. Aquest fet va portar a María del Carmen a abandonar la política activa tot i que, sempre s'ha mantingut activa en la lluita feminista.